# ترازیابی

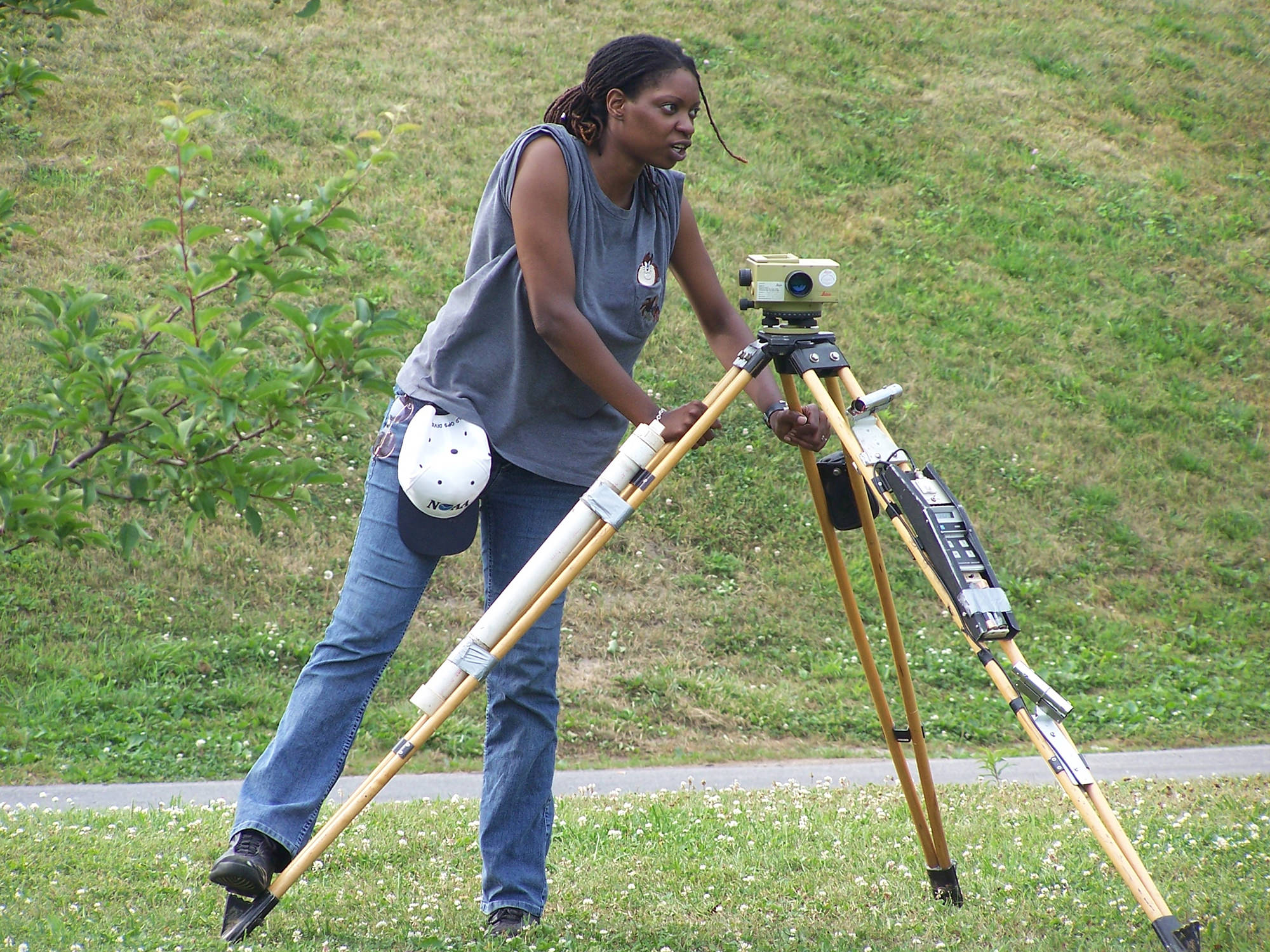
یک نقشه‌بردار در حال کار با ترازیاب

ترازیابی (به انگلیسی: Leveling) بخشی از نقشه‌برداری است و شامل موارد زیر است:
1. یافتن تراز یک نقطهٔ معلوم برحسب تراز پایهٔ معلوم یا فرضی
2. قرار دادن نقطه‌ای در تراز معلوم برحسب تراز پایهٔ معلوم یا فرضی

ترازیابی به معنی اندازه‌گیری ارتفاع با استفاده از تجهیزات ترازیابی نوری و میله‌ای مدرج است.

## ترازیابی چشمی
در ترازیابی چشمی از دستگاهی شامل یک تلسکوپ مدرج و یک ترازیاب لوله‌ای استفاده می‌شود. هنگامی که حباب درون ترازیاب لوله‌ای در مرکز قرار گیرد، فرض می‌شود که خط دید تلسکوپ، افقی است.
ترازیاب چشمی روی یک سه‌پایه به گونه‌ای قرار داده می‌شود که دو نقطه‌ای که باید اختلاف ارتفاعشان به دست آید، دیده شوند. در هر نقطه، یک میلهٔ مدرج به صورت عمودی نگه داشته می‌شود. نقشه‌بردار، مقدار مشاهده شده روی هر میله را می‌خواند. تفاضل دو مقدار به عنوان اختلاف ارتفاع دو نقطه، در نظر گرفته می‌شود.
اگر دستگاه در فاصلهٔ مساوی از هر دو نقطه قرار داشته باشد، خطای ناشی از تنظیم ابزار و اثرات کرویت زمین، قابل چشم‌پوشی هستند.

## فرایند ترازیابی
یک فرایند رایج، تنظیم دستگاه در فاصلهٔ ۱۰۰ متری یک نقطه با تراز معلوم یا فرضی است. میله‌ای به صورت عمودی در آن نقطه نگه داشته و خوانده می‌شود. مقدار خوانده شده، معادل با ارتفاع ترازیاب نسبت به نقطهٔ آغاز است. به این ترتیب، ارتفاع دستگاه نسبت به تراز پایه مشخص می‌شود.
سپس میله در نقطه‌ای با تراز نامعلوم قرار داده می‌شود و با خواندن مقدار روی میله، تراز آن نقطه محاسبه می‌شود. این فرایند تا زمان رسیدن به نقطهٔ هدف ادامه می‌یابد. در عمل، می‌توان اندازه‌گیری را در یک حلقهٔ بسته که پایانش همان نقطهٔ آغاز است یا به سوی نقطه‌ای با تراز معلوم انجام داد. به این ترتیب، از اشتباه عملیاتی جلوگیری می‌شود و خطای باقیمانده در ایستگاه‌ها توزیع می‌شود.
برخی از دستگاه‌ها دارای سه خط هستند که می‌توان به وسیلهٔ آن‌ها فاصلهٔ نقاط را نیز اندازه‌گیری کرد. هم‌چنین می‌توان با خواندن تراز روی سه خط و میانگین‌گیری از آن‌ها، اشتباه در خواندن تراز را کاهش داد.

## انکسار و انحنا
انحنای زمین باعث می‌شود که خط دید افقی روی دستگاه، در فاصله‌های زیاد، بالاتر از تراز واقعی کروی قرار گیرد. در برخی موارد، این اثر در فاصله‌های کمتر از ۱۰۰ متر نیز ممکن است قابل توجه باشد.
خط دید افقی دستگاه، به دلیل انکسار نور در هوا، خط مستقیم نیست. تغییر چگالی هوا با تراز، باعث خم شدن خط دید به سمت زمین می‌شود.
اصلاح ترکیبی انکسار و انحنا تقریباً برابر است با:
{\displaystyle \Delta h_{meters}=0.067D_{km}^{2}} یا {\displaystyle \Delta h_{feet}=0.021\left({\frac {D_{ft}}{1000}}\right)^{2}}
در کارهای دقیق، باید این اثرات محاسبه و اصلاح شوند. در بیشتر موارد، تنها کافی است که فاصلهٔ دو نقطه از یکدیگر تقریباً مساوی باشد تا از اثر انکسار و انحنا چشم‌پوشی شود. در فاصله‌های کم، اثر دما و فشار ناچیز است، ولی اثر گرادیان دما می‌تواند باعث ایجاد خطا شود.

## حلقهٔ ترازیابی و تغییرات گرانش
با فرض صفر بودن خطای اندازه‌گیری، اگر میدان گرانش زمین کاملاً منظم و گرانش ثابت بود، حلقهٔ ترازیابی همواره دقیق بود:
{\displaystyle \sum _{i=0}^{n}\Delta h_{i}=0}
در حلقه‌های کوچک، خطای حلقه ناچیز است؛ ولی در حلقه‌های بزرگتر که یک ناحیه یا یک قاره را پوشش می‌دهد، چنین نیست.

## دستگاه‌های ترازیابی

### ترازیاب خودکار
در ترازیاب خودکار از یک تنظیم‌کننده بهره می‌برند تا اطمینان حاصل شود که پس از یک‌بار افقی شدن تراز توسط کاربر، خط دید افقی می‌ماند. نیازی نیست که برای هر بار خواندن تراز، دوباره تراز دستگاه تنظیم شود.

### ترازیاب لیزری
ترازیاب لیزری، یک پرتو مرئی یا قابل تشخیص توسط سنسور روی میلهٔ تراز را می‌تاباند. مزیت این روش، آن است که یک نفر می‌تواند به تنهایی ترازیابی را انجام دهد؛ در حالی که در سایر روش‌ها باید یم نفر میله را نگه دارد و فرد دیگر، تراز روی دستگاه را بخواند.
می‌توان سنسور را روی یک دستگاه متحرک نصب کرد و شیب‌بندی خودکار انجام داد.